# Chạy băng đồng
Chạy băng đồng là một môn thể thao diễn ra ngoài trời. Đường chạy thường dài 4–12 kilômét (2,5–7,5 mi) với bề mặt có thể là cỏ, đất, băng qua rừng thưa và vùng nông thôn, có thể là đồi núi, mặt đất bằng phẳng và đôi khi là những con đường rải sỏi. Đây vừa là môn cá nhân và đồng đội; vận động viên được đánh giá dựa trên thời gian còn đội nhóm được đánh giá bằng điểm số. Cả nam và nữ ở mọi lứa tuổi đều có thể tham gia thi đấu; thời gian tổ chức thường là mùa thu và mùa đông, chịu ảnh hưởng bởi các yếu tố thời tiết như mưa, tuyết, mưa đá và nhiệt độ.
Chạy băng đồng là một trong các bộ môn thuộc điền kinh và có thể coi là tương đương với chạy đường dài và chạy đường trường. Mặc dù các cuộc chạy ngoài trời đã diễn ra từ thời tiền sử, luật lệ và truyền thống của môn chạy băng đồng lại xuất phát tại Anh thời kỳ cận đại. Giải vô địch ở Anh vào năm 1876 là giải vô địch quốc gia đầu tiên còn Giải vô địch chạy băng đồng quốc tế được tổ chức lần đầu năm 1903. Kể từ năm 1973 giải đấu cao nhất trên thế giới là IAAF World Cross Country Championships.
Những bộ môn tương tự có thể là chạy việt dã, chạy đường mòn (Trail running),...

## Đường đua

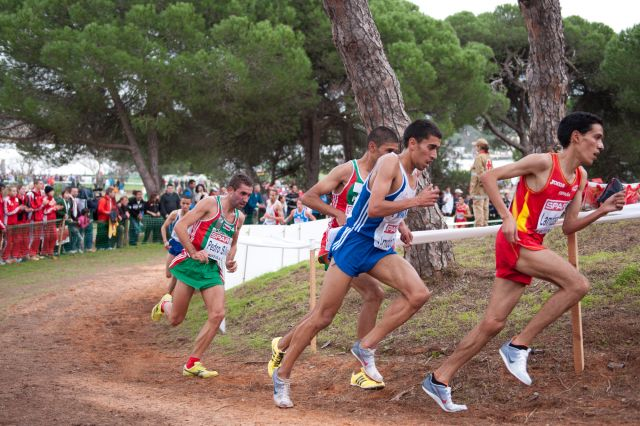
Các thí sinh tại Giải vô địch chạy băng đồng châu Âu 2010 tại Bồ Đào Nha.

Đường đua băng đồng được bố trí trên một khu vực mở hoặc rừng thưa. IAAF khuyến khích rằng đường chạy nên được phủ cỏ, có địa hình lên xuống cùng với nhiều khúc ngoặt. Đoạn đường bắt đầu và đoạn đường về đích phải thẳng tắp.

### Thiết kế đường chạy
Do điều kiện khác nhau ở mỗi nơi nên việc tiêu chuẩn hóa đường chạy là bất khả thi và không cần thiết.
Theo IAAF, một đường đua lý tưởng có độ dài một vòng là 1.750 đến 2.000 mét (5.740 đến 6.560 ft) trên một vùng đất thoáng đãng hoặc trong rừng thưa. Đường đua nên được phủ bằng cỏ, càng nhiều càng tốt, có những đoạn đường đồi dốc "với những khúc cua không quá gấp cùng những đoạn đường thẳng ngắn". Bùn lầy và tuyết cũng có thể được chấp nhận, tuy nhiên nên hạn chế tối đa việc chạy trên các con đường nhựa hoặc lối đi rải đá dăm. Các công viên và sân golf có thể là các địa điểm thích hợp. Mặc dù trên đường có thể có các vật cản tự nhiên hoặc nhân tạo, đường chạy băng đồng vẫn phải hỗ trợ quá trình chạy của các vận động viên sao cho được liên tục, tránh các rào chắn quá cao, hay các rãnh, hào quá sâu, hoặc bụi rậm quá dày đặc.
Đường đua có chiều rộng ít nhất 5 mét (16 ft) cho phép các vận động viên có thể vượt qua các đối thủ. Các vạch chỉ đường và biển báo giúp người tham gia chạy không rẽ nhầm hướng, và ngăn không cho khán giả làm gián đoạn cuộc đua. Vạch chỉ đường có thể là những dải dây ruy băng căng dọc hai bên đường, phấn hay sơn trên nền đường, hoặc các biển báo hình nón. Các lá cờ cung có thể được sử dụng để chỉ hướng: cờ đỏ là rẽ trái, cờ vàng là rẽ phải còn cờ xanh lam có thể có nghĩa là đi thẳng hoặc tránh xa (lá cờ) 10 feet. Đường đua thường có các biển báo quãng đường theo mỗi kilômét hoặc dặm.

## Lịch sử
Cuộc chạy băng đồng chính thức đầu tiên diễn ra vào thế kỷ 19. Các trường học ở Anh bắt đầu thi đấu chạy băng đồng từ năm 1837, còn giải vô địch quốc gia được tổ chức lần đầu ngày 7 tháng 12 năm 1867 ở Wimbledon Common thuộc tây nam Luân Đôn. Cuộc đua dài khoảng 3,5 dặm, diễn ra trên một địa hình đồi núi lày lội. Sân không có nhiều biển báo hay vạch chỉ đường nên nhiều thí sinh bị lạc. Thậm chí cuộc đua còn phải diễn ra trong đêm tối khi phải tới 5 giờ chiều mới bắt đầu.

### Thế vận hội

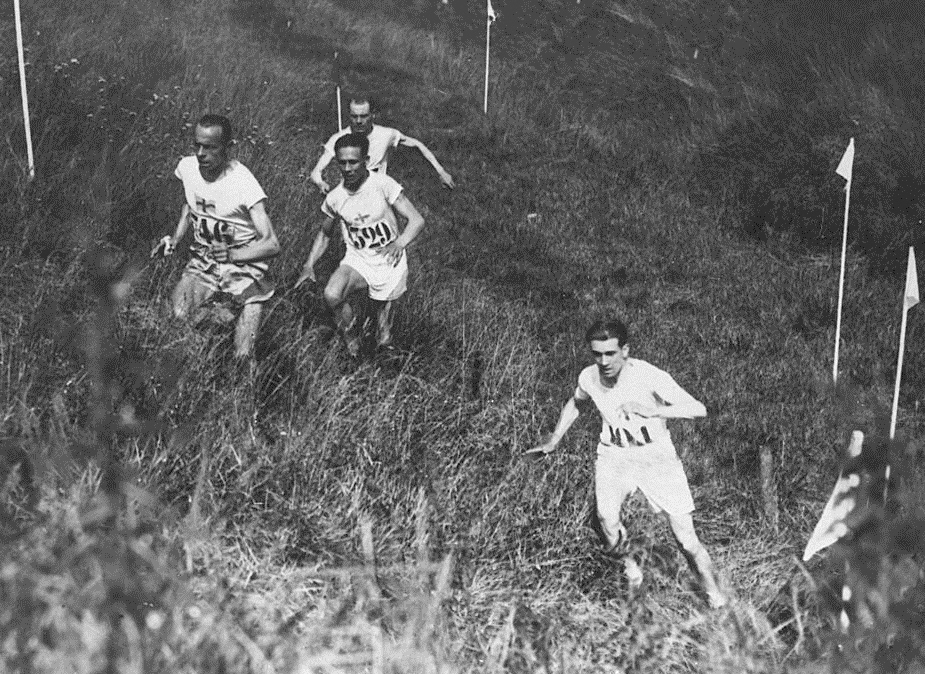
Cuộc đua băng đồng cá nhân tại Thế vận hội Mùa hè 1924 ở Paris, Pháp. Ba người bên trái là Edvin Wide, Ville Ritola và Paavo Nurmi.

Băng đồng được tổ chức với hình thức đồng đội tại các kỳ Thế vận hội 1912, 1920 và 1924. Thụy Điển giành vàng năm 1912, còn Phần Lan, với Paavo Nurmi là người tiên phong, giành huy chương vàng các năm 1920 và 1924. Trong cuộc năm 1924 dưới ảnh hưởng của đợt sóng nhiệt tại Paris, chỉ có 15 trong số 38 đấu thủ hoàn thành cuộc đua. Tám người trong số không hoàn thành phải được đưa đi cấp cứu bằng cáng. Một vận động viên bắt đầu chạy lảo đảo khi tiến vào sân vận động và lăn ra bất tỉnh sau đó, trong khi một người khác bị ngất khi cách đích 50 mét. José Andía và Edvin Wide được báo cáo là tử vong, trong khi lực lượng y tế phải vất vả tìm kiếm các thí sinh mất tích dọc đường. Mặc dù báo cáo tử vong là sai nhưng những gì diễn ra làm khán gia rheest sức bàng hoàng và các quan chức Olympic quyết định bỏ chạy băng đồng ra khỏi chương trình các kỳ đại hội tiếp theo. Kể từ năm 1928, chạy băng đồng là nội dung thứ năm của năm môn phối hợp hiện đại.